# ETM+

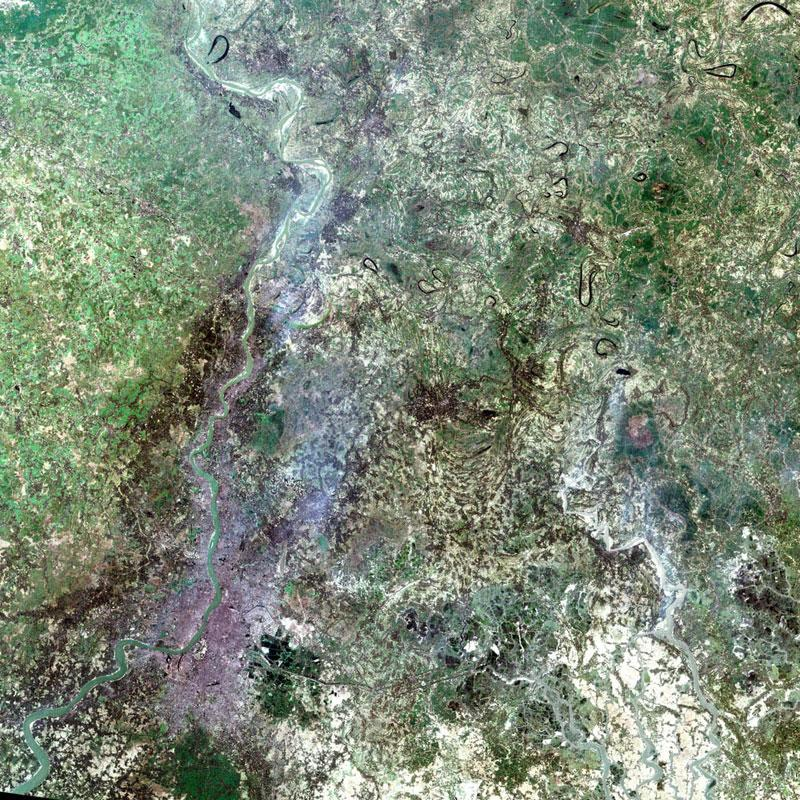
Esempio di immagine ottenuta con il sensore ETM+, montato a bordo del Landsat 7, visualizzata in pancromatico.

L'ETM+ (Enhanced Thematic Mapper Plus), è un sensore montato a bordo del satellite artificiale Landsat 7.
Questo tipo di sensore va a sostituire dal 1999 il sensore Thematic Mapper (TM) che era montato sui satelliti Landsat precedenti.
Rispetto al precedente sensore, le caratteristiche delle bande spettrali sono rimaste invariate, con la differenza che, con il nuovo sensore, si è in grado di riuscire ad ottenere immagini con una risoluzione geometrica, nell'ínfrarosso termico, di 60 metri, invece dei precedenti 120. 
Utilizzando inoltre la nuova banda pancromatica, è possibile avere la risoluzione geometrica di 15 metri, che fa del Landsat 7 un satellite ad alta (ma non altissima) risoluzione geometrica.
Tra il TM e l'ETM+, vi era il Enhanced Thematic Mapper, montato sul Landsat 6. Questo satellite però non ha mai raggiunto la sua orbita.